# Massacro di Bleiburg

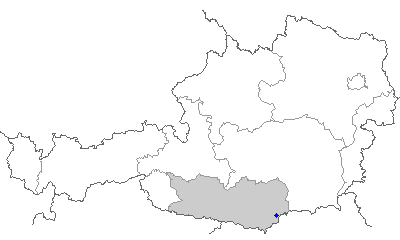
Mappa di Bleiburg al confine austro-sloveno

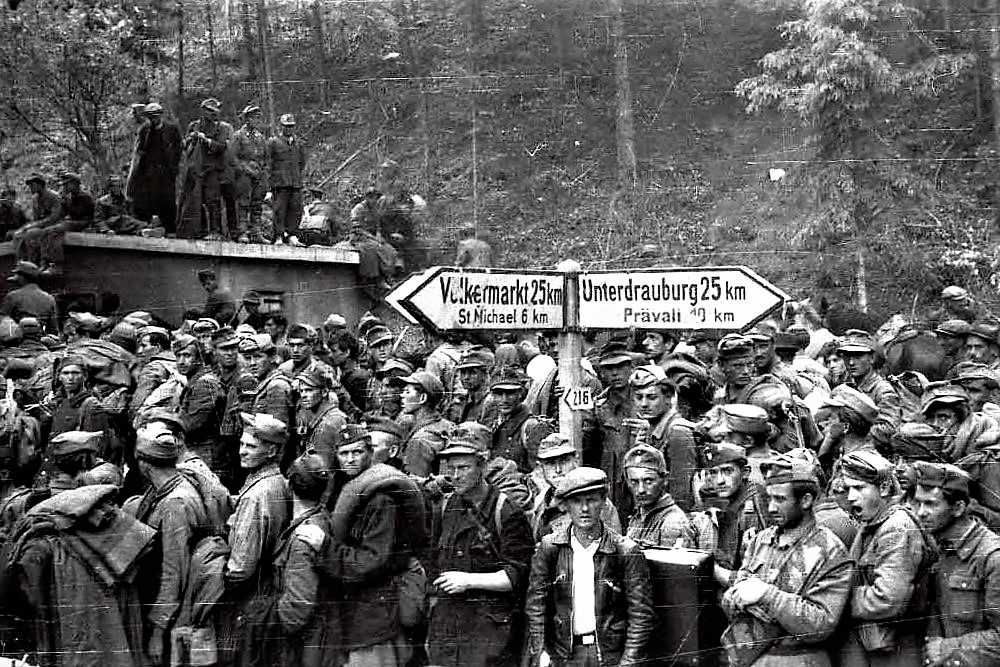
Fuggitivi di guerra in Bleiburg (maggio 1945)

Con l'espressione massacro di Bleiburg si definisce una serie di uccisioni sommarie eseguite dall'Esercito Popolare di Liberazione della Jugoslavia verso la metà di maggio 1945, immediatamente dopo la fine delle ostilità della seconda guerra mondiale, presso il comune di Bleiburg (Pliberk in sloveno) in Austria, a pochi chilometri dal confine con la Slovenia. Diverse decine di migliaia di persone provenienti dall'ormai ex-Stato Indipendente di Croazia, comprendenti in massima parte ustascia, domobranci e soldati regolari, ma anche cetnici, cosacchi, civili e famiglie al seguito, organizzati in una lunga colonna in marcia dall'inizio di maggio, che si era aperta la strada verso nord combattendo anche dopo la fine formale delle ostilità, si trovarono bloccati sul confine e fu impedito loro di arrendersi ai britannici, come intendevano fare.
La successione degli avvenimenti non è chiara in ogni aspetto, ed è spesso oggetto di ricostruzioni di parte. In ogni caso molti furono vittime di un'azione sul posto da parte dell'esercito titino.
Diverse decine di migliaia di persone furono invece trasferite all'interno dell'odierno territorio sloveno. Nella maggioranza dei casi vennero uccisi sommariamente in diverse località, come Tezno, spesso dopo dure detenzioni e marce della morte. La stima delle vittime varia grandemente, per i soli eventi legati a Bleiburg tra le 30.000 e le 60.000. Nella sola Slovenia si stima che alla fine del conflitto vi furono 150-200.000 vittime di esecuzioni sommarie, perlopiù occultate in fosse comuni o foibe.

## Antefatti
Con la fine della guerra, molti ustascia e simpatizzanti del regime decisero di fuggire dalla Croazia, portando con sé le proprie famiglie. Alla fuga verso i valichi austriaci si unirono molti serbi cetnici e sloveni, principalmente collaborazionisti delle forze d'invasione fascista e nazista, ma anche semplici civili anticomunisti. Giunti al confine austriaco i profughi, inseguiti dall'armata di Tito, si trovarono la strada bloccata dall'esercito britannico. Nella notte del 13 maggio il comando del Quinto corpo dell'Ottava Armata britannica stimava in 30.000 coloro che si erano consegnati ai britannici come prigionieri di guerra e che altri 60.000 uomini armati con civili al seguito stavano per passare il confine.
Il 15 maggio la testa di una lunga colonna giunse nei pressi di Bleiburg/Pliberk, un villaggio minerario della Carinzia, dove stanziava da qualche giorno il comando della 38ª Brigata di fanteria britannica. Il comandante croato, generale Ivan "Ivo" Herenčić, si recò a negoziare la resa dal comandante britannico, brigadier generale Patrick Scott. Il giovane generale jugoslavo Milan Basta, appena arrivato sul luogo con le truppe partigiane, pretese di presenziare ai colloqui, dove sostenne che la resa andava effettuata alle forze titine anziché agli inglesi. Scott lo appoggiò, affermando che gli inglesi non avrebbero consentito l'espatrio nel territorio austriaco sotto il loro controllo. Herenčić alla fine dovette darsi per vinto, dietro l'assicurazione fornita da Basta a Scott che i prigionieri di guerra sarebbero stati trattati come tali.
L'esatto svolgimento degli eventi successivo è incerto. I partigiani comunisti aprirono il fuoco da entrambi i lati sulla colonna oramai disarmata occupante la vallata. I britannici erano così vicino al luogo del massacro che udirono numerose scariche di mitra.

## L'esecuzione

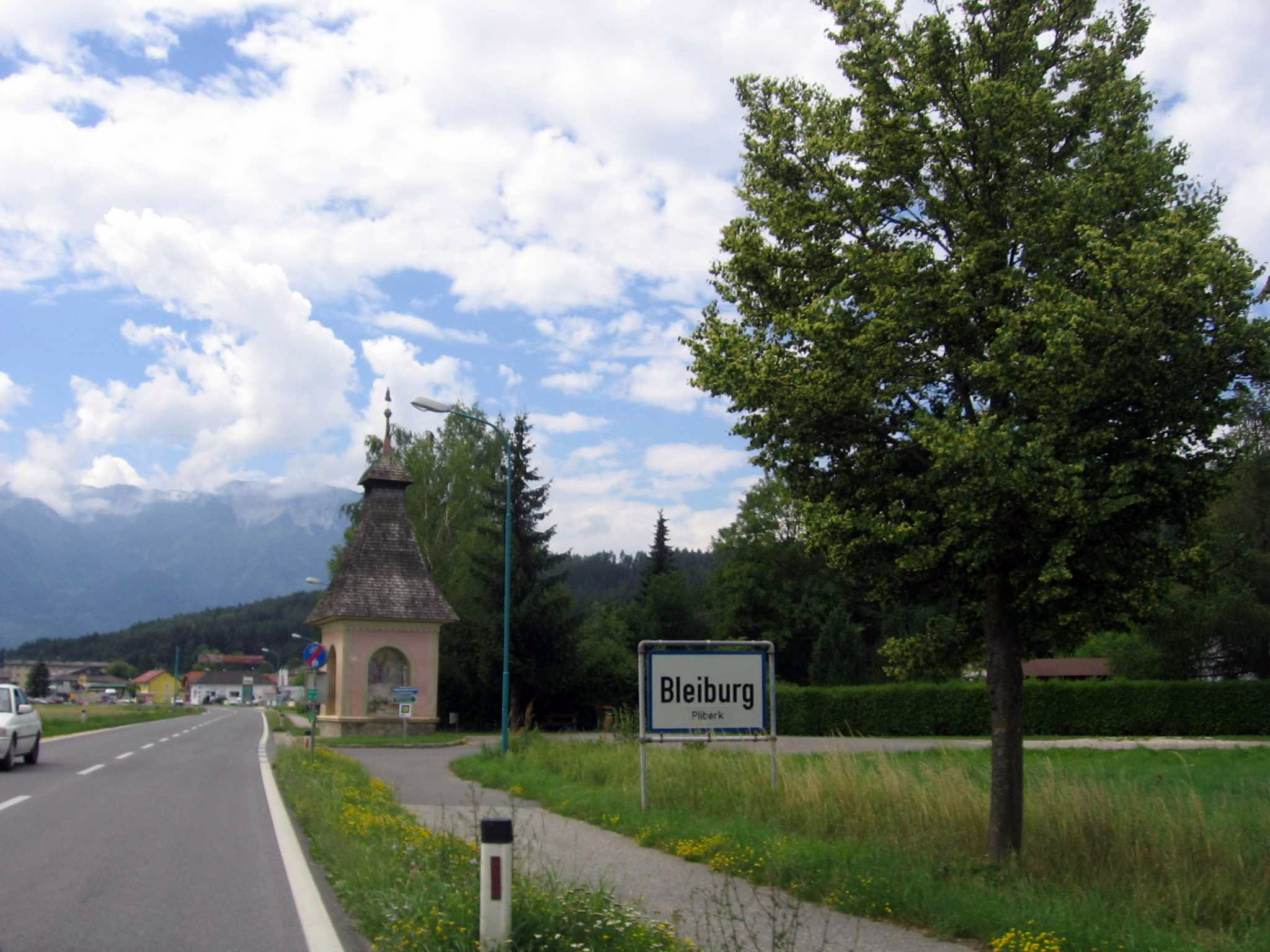
Bleiburg nel 2007. Il cartello mostra anche il nome sloveno della città, Pliberk.

Le esecuzioni avvennero senza processo, con il pretesto di vendicare i crimini commessi durante la guerra dagli ustascia.
Nella zona di Bleiburg furono trovati i resti di numerosi cadaveri in fosse comuni e successivamente in Slovenia furono scoperte molte altre fosse comuni, sia nella zona di Maribor che nell'interno. Secondo le ricostruzioni, i luoghi delle esecuzioni (spesso fosse comuni o cavità naturali, come le foibe) erano anche molto distanti tra loro. Infatti i prigionieri vennero trasferiti con marce della morte tra diversi luoghi di detenzione e quelli di esecuzione.
I rifugiati politici croati all'estero resero pubbliche le prove delle atrocità commesse da Tito e i suoi seguaci dimostrando il coinvolgimento nel massacro del governo britannico dell'epoca: secondo le accuse, le autorità britanniche avevano interesse politico a nascondere le loro responsabilità e quelle del comandante comunista jugoslavo, almeno per un certo periodo, in funzione antisovietica.
Secondo lo studioso croato Vladimir Zerjavić fu 55.000 il totale delle persone uccise nell'area di Bleiburg e in Slovenia.
Il giornalista britannico Misha Glenny ritiene che i militari disarmati uccisi furono circa 50.000 e i civili circa 30.000.
Lo storico croato-statunitense Josip Tomasevich, della Stanford University, pensa che 116.000 militari croati giunsero a Bleiburg su un totale di 200.000 persone e che molti altri fuggiaschi furono bloccati alla frontiera austriaca; inoltre ritiene che circa la metà dei prigionieri fu massacrata nella zona di Bleiburg.
Secondo le ricerche eseguite dalle autorità slovene, che hanno fatto scavare nel loro territorio tra il 1999 e il 2001, le vittime ammonterebbero a oltre 250.000: le fosse comuni rinvenute sarebbero 296 e sarebbero stati trovati i resti di circa 190.000 cadaveri. Solo nella zona della foresta di Tezno si stimano 60-80.000 uccisi.